# یواس‌اس سفیر (اس‌پی-۷۱۰)
یواس‌اس سفیر (اس‌پی-۷۱۰) (به انگلیسی: USS Sapphire (SP-710)) یک کشتی بود که طول آن ۹۸ فوت (۳۰ متر) بود. این کشتی در سال ۱۹۰۰ ساخته شد.